# Pintor de Beldam

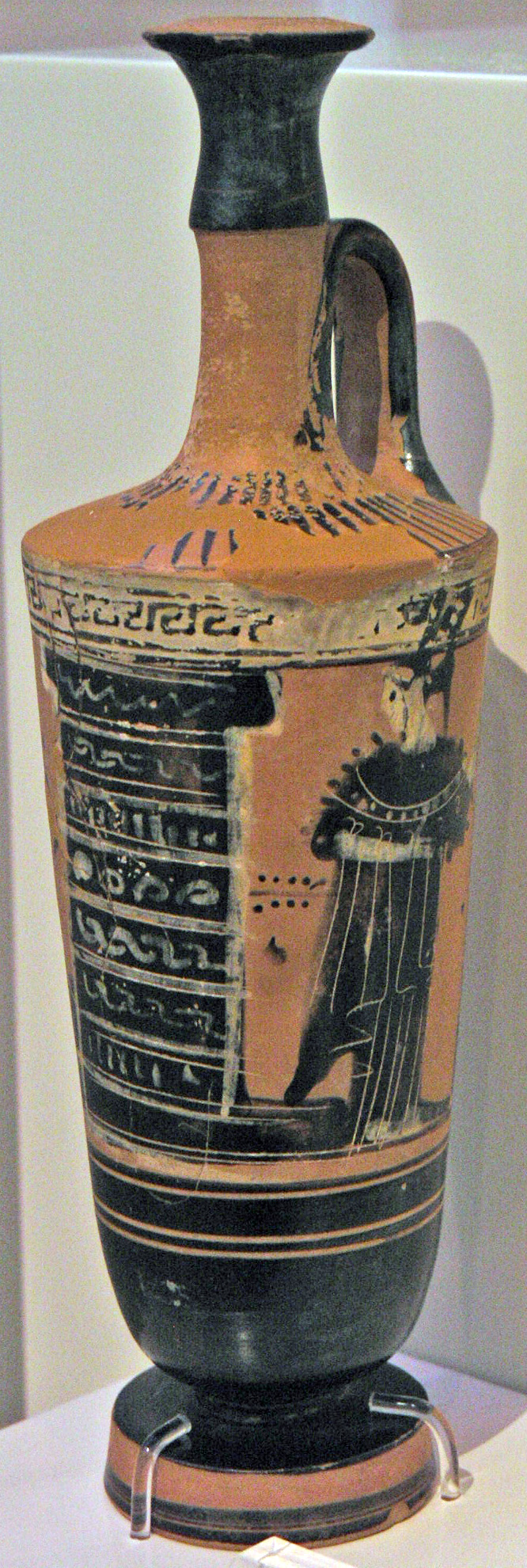
Atenea en un lécito, c. 480 a. C., encontrado en Vari, Atenas: Museo Arqueológico Nacional Inv. 1061.

El Pintor de Beldam fue un cerámografo ático del estilo de figuras negras, activo desde alrededor del 470 hasta antes del 450 a. C.
Su verdadero nombre es desconocido. El nombre convencional se deriva de su nombre de vaso, que representa a una mujer mayor no identificada siendo torturada por varios sátiros. Fue uno de los últimos representantes de su estilo. Los productos de su taller se consideran la prueba final de la producción a gran escala de vasos de figuras negras en Atenas. Estilísticamente, su trabajo está estrechamente relacionado con el del Grupo Haimon.
Continuó con la tradición de los pequeños y estrechos lécitos. Los más pequeños tienen bocas como de chimenea, hombros afilados y pies altos y sencillos. Ya al principio de su carrera, produjo dibujos de alta calidad, especialmente en lécitos más grandes, considerados mejores que los del Grupo Haimon. Una característica llamativa de su trabajo son las guirnaldas de hiedra usadas como motivo decorativo en los cuellos de muchos de sus lécitos. A veces son simples contornos, a menudo en las mismas vasijas de las escenas funerarias. Estos lécitos funerarios son los primeros de su tipo en Atenas, donde se produjeron en gran número a partir de entonces. Especialmente típico de sus creaciones y las de su taller es el uso de tierra blanca bajo los frisos ornamentales, y más generalmente, el uso generoso de pintura blanca. Otra característica de la obra del artista son los dibujos de plantas y damas sobre fondo blanco, copiados posteriormente por otros talleres. Su «lécito-palmeta» se parece a las obras de la Clase de Atenas 581.